# 불륜의 방랑아
불륜의 방랑아(The Two Jakes)는 미국에서 제작된 잭 니콜슨 감독의 1990년 범죄, 드라마, 미스터리 영화이다. 잭 니콜슨 등이 주연으로 출연하였고 로버트 에반스 등이 제작에 참여하였다.

## 출연

### 주연
- 잭 니콜슨
- 하비 케이틀
- 멕 틸리
- 매들린 스토우

### 조연
- 엘리 웰라치
- 루벤 블레이즈
- 프레드릭 포레스트
- 데이빗 키스
- 리차드 판스워스
- 트레이시 월터
- 조 만텔
- 제임스 홍
- 페리 로페즈
- 제프 모리스
- 레베카 브로사드
- 폴 A. 디코코 주니어
- 존 해킷
- 수잔 포리스탈
- 밴 디크 팍스

## 제작진
- 미술: 제레미 레일톤
- 미술: 리처드 톰 소여
- 의상: 웨인 A. 핀클먼
- 배역: 테리 라이블링